# Bocchus (geslacht)
Bocchus is een geslacht van vliesvleugelige insecten van de familie Tangwespen (Dryinidae).

## Soorten
- B. europaeus (Bernard, 1939)
- B. italicus Olmi, 1984
- B. lautereri Olmi, 1998
- B. paglianoi Olmi, 1984
- B. scaramozzinoi Olmi, 1984
- B. scobiolae Nagy, 1967
- B. slovacus Strejcek, 1964
- B. umber Olmi, 1984
- B. vernieri Olmi, 1995